# Airion
Airion – miejscowość i gmina we Francji, w regionie Hauts-de-France, w departamencie Oise.
Według danych na rok 1990 gminę zamieszkiwały 474 osoby, a gęstość zaludnienia wynosiła 70 osób/km² (wśród 2293 gmin Pikardii Airion plasuje się na 553. miejscu pod względem liczby ludności, natomiast pod względem powierzchni na miejscu 709.).